# Nautischer Offiziersassistent
Nautische Offiziersassistenten (NOA; nach Schweiz: Offiziersaspirant des Deckdienstes) haben eine 12-monatige praktische Ausbildungs- und Seefahrtszeit hauptsächlich im nautischen Bereich gemäß der Schiffsoffizier-Ausbildungsverordnung (SchOffzAusbV) zu absolvieren. 

## Ausbildung
Ziel der Ausbildung ist es, Fertigkeiten und Kenntnisse gemäß STCW im Bereich Schiffsführung, Ladungsumschlag und Stauung, Überwachung des Schiffsbetriebs und Personalführung zu erlangen.

### Ausbildungsinhalte
- Ladungsumschlag und Ladungsbehandlung
  - Vorbereitung der Laderäume/der Ladetanks
  - Ladungssicherung/Vorbereitung des Ladens und Löschens auf Tankschiffen
  - Ladungsumschlag und Ladungsfürsorge
  - Bedienung der Umschlagseinrichtungen und Lukenverschlüsse/der Pumpen und Tankverschlüsse
  - Beladungsplanung
- Brücken- und Wachdienst
  - Steuern
  - Ausguck
  - Signaldienst
  - Navigation
  - Wetter-, Seegang- und Gezeitenbeobachtung
  - Los- und Festmachen des Schiffs
  - Ankern
- Verwaltung
  - Verwaltungsarbeiten im Decksbetrieb
- Brandabwehr und Rettung
  - Brandabwehr
  - Rettung
  - Sicherheitsrolle und Sicherheitsübungen
- Arbeitsrecht, Arbeitssicherheit, Umweltschutz
  - Arbeits- und Sozialrecht
  - Unfallverhütung, Arbeitssicherheit
  - Umweltschutz, rationelle Energieverwendung[4]

Die Ausbildung findet an Bord von Kauffahrteischiffen statt. Die Flagge des Schiffes ist nach einer Änderung der Ausbildungsrichtlinien nun nicht mehr an die deutsche Flagge gebunden.

## Weiteres
Voraussetzungen sind:
- Abitur oder Fachhochschulreife 
- Seediensttauglichkeitszeugnis
- Sicherheitsgrundausbildung (Basic Safety)
- Erste-Hilfe Lehrgang (16 Stunden)
- Anmusterungsbescheinigung der Berufsbildungsstelle Seeschifffahrt (BBS)

## Weiterbildung
Das Studium der Nautik ist in Deutschland an der Hochschule Bremen, der Hochschule Flensburg (Fachhochschule), der Hochschule Wismar, der Hochschule Emden/Leer am Fachbereich in Leer oder Jade Hochschule in Elsfleth möglich.
Nach sechs Monaten Fahrtzeit als NOA kann man auch mit dem Studium beginnen und die restliche Fahrtzeit z. B. in den Ferien absolvieren (Bescheinigung durch die BBS).